# Liga Española de Baloncesto (1957-1983)
La Liga Española de Baloncesto, con la sua Primera División è stata la massima serie del campionato spagnolo di pallacanestro maschile.
Fondata nel 1957 ed organizzata dalla Federazione cestistica spagnola, nel 1983 con la creazione della ACB ha cessato di essere la massima serie, lasciando il posto alla Liga ACB.

## Formato
Il campionato veniva disputato con un girone all'italiana, con partite di andata e ritorno. Due punti erano concessi in caso di vittoria, uno per il pareggio, e zero punti per la squadra sconfitta. Le squadre peggio classificate disputavano degli incontri con le prime classificate della Segunda División prima e Primera División B, poi.
La vincitrice del campionato disputava la Coppa dei Campioni.

## Squadre partecipanti
Nelle 27 stagioni dal 1957 al 1983, sono 48 le squadre che hanno partecipato alla Primera División, qui riportate in ordine alfabetico:
- Club Agromán (Madrid)
- Águilas de Bilbao (Bilbao)
- Aism. Montcada (Montcada i Reixac)
- Askatuak (San Sebastián)
- Atl. San Sebastián (San Sebastián)
- Barcellona (Barcellona)
- Baskonia (Vitoria)
- Breogán (Lugo)
- Bosco La Coruña (La Coruña)
- Caja de Ronda (Malaga)
- Canarias (La Laguna)
- Real Canoe (Madrid)
- Círcol Catòlic de Badalona (Badalona)
- RCD Espanyol (Barcellona)
- Estudiantes (Madrid)
- Granollers (Granollers)
- Centro Natación Helios (Saragozza)
- Hesperia (Madrid)
- L'Hospitalet (L'Hospitalet de Llobregat)
- Iberia Saragozza (Saragozza)
- Club Inmobanco (Madrid)
- Joventut (Badalona)
- Kas (Vitoria/Bilbao)
- La Salle Josepets (Barcellona)
- Layetano (Barcellona)
- Real Madrid (Madrid)
- Bàsquet Manresa (Manresa)
- CB Manresa (Manresa)
- UE Mataró (Mataró)
- CB Mollet (Mollet del Vallès)
- Montgat (Montgat)
- RC Náutico (Tenerife)
- CB OAR (Ferrol)
- Obradoiro CAB (Santiago di Compostela)
- Oril. Verde Sabadell (Sabadell)
- Picadero JC (Barcellona)
- U.D.R. Pineda (Pineda de Mar)
- Sant Josep Badalona (Badalona)
- Siviglia FC (Siviglia)
- Club Baloncesto Tempus (Madrid)
- Club Tritones (Saragozza)
- Valladolid CB (Valladolid)
- Vallehermoso OJE (Madrid)
- Club YMCA España (Madrid)
- Real Saragozza (Saragozza)
- Licor 43 (Santa Coloma de Gramenet)

## Albo d'oro
| Stagione | N.° squadre | Campione          | Punti | Secondo              | Punti | Miglior marcatore         | Punti | Allenatore campione |
| 1957     | 6           | Real Madrid       | 17    | Barcellona           | 17    | Alfonso Martínez (RM)     | 180   | Ignacio Pinedo      |
| 1958     | 10          | Real Madrid       | 32    | Joventut Badalona    | 29    | Alfonso Martínez (RM)     | 310   | Ignacio Pinedo      |
| 1958-59  | 12          | Barcellona        | 40    | Real Madrid          | 38    | Juan Ramón Báez (RM)      | 445   | Jaime Isal          |
| 1959-60  | 12          | Real Madrid       | 40    | Joventut Badalona    | 33    | Juan Ramón Báez (RM)      | 439   | Pedro Ferrándiz     |
| 1960-61  | 12          | Real Madrid       | 42    | Oril. Verde Sabadell | 30    | Francisco Llobet (Ori)    | 450   | Pedro Ferrándiz     |
| 1961-62  | 10          | Real Madrid       | 36    | Joventut Badalona    | 31    | Wayne Hightower (RM)      | 355   | Pedro Ferrándiz     |
| 1962-63  | 12          | Real Madrid       | 11    | Estudiantes          | 9     | Emiliano Rodríguez (RM)   | 319   | Joaquín Hernández   |
| 1963-64  | 14          | Real Madrid       | 18    | Picadero J.C.        | 16    | Emiliano Rodríguez (RM)   | 499   | Joaquín Hernández   |
| 1964-65  | 8           | Real Madrid       | 27    | Picadero J.C.        | 25    | Lorenzo Alocén (Hel)      | 330   | Pedro Ferrándiz     |
| 1965-66  | 10          | Real Madrid       | 34    | Picadero J.C.        | 33    | Miles Aiken (RM)          | 431   | Robert Busnel       |
| 1966-67  | 11          | Joventut Badalona | 38    | Real Madrid          | 38    | Alfonso Martínez (JOV)    | 441   | Eduardo Kucharski   |
| 1967-68  | 11          | Real Madrid       | 38    | Estudiantes          | 36    | Clifford Luyk (RM)        | 486   | Pedro Ferrándiz     |
| 1968-69  | 12          | Real Madrid       | 37    | Joventut Badalona    | 33    | Charles Thomas (STJ)      | 563   | Pedro Ferrándiz     |
| 1969-70  | 12          | Real Madrid       | 38    | Picadero J.C.        | 37    | Charles Thomas (STJ)      | 529   | Pedro Ferrándiz     |
| 1970-71  | 12          | Real Madrid       | 42    | Joventut Badalona    | 42    | Alfredo Pérez Gómez (BRE) | 595   | Pedro Ferrándiz     |
| 1971-72  | 12          | Real Madrid       | 42    | Barcellona           | 38    | Gonzalo Sagi-Vela (EST)   | 475   | Pedro Ferrándiz     |
| 1972-73  | 16          | Real Madrid       | 60    | Joventut Badalona    | 52    | Alfredo Pérez Gómez (BRE) | 697   | Pedro Ferrándiz     |
| 1973-74  | 15          | Real Madrid       | 55    | Barcellona           | 46    | John Coughran (YMCA)      | 888   | Pedro Ferrándiz     |
| 1974-75  | 12          | Real Madrid       | 40    | Barcellona           | 38    | Ray Price (BAS)           | 708   | Pedro Ferrándiz     |
| 1975-76  | 12          | Real Madrid       | 58    | Barcellona           | 46    | Bob Fullarton (BRE)       | 968   | Lolo Sainz          |
| 1976-77  | 12          | Real Madrid       | 42    | Barcellona           | 41    | Bob Guyette (BAR)         | 703   | Lolo Sainz          |
| 1977-78  | 12          | Joventut Badalona | 40    | Real Madrid          | 38    | Essie Hollis (ASK)        | 862   | Antoni Serra        |
| 1978-79  | 12          | Real Madrid       | 40    | Barcellona           | 34    | Webb Williams (BAS)       | 735   | Lolo Sainz          |
| 1979-80  | 12          | Real Madrid       | 40    | Barcellona           | 38    | Nate Davis (VALL)         | 654   | Lolo Sainz          |
| 1980-81  | 14          | Barcellona        | 40    | Estudiantes          | 38    | Essie Hollis (GRA)        | 599   | Antoni Serra        |
| 1981-82  | 14          | Real Madrid       | 50    | Barcellona           | 48    | Larry McNeill (CAN)       | 890   | Lolo Sainz          |
| 1982-83  | 14          | Barcellona        | 50    | Real Madrid          | 50    | Claude Gregory (BAS)      | 773   | Antoni Serra        |

## Vittorie per club
| Club              | Titolo | Città      | Anno |
| ----------------- | ------ | ---------- | --- |
| Real Madrid       | 22     | Madrid     | 1957, 1958, 1960, 1961, 1962, 1963, 1964, 1965, 1966, 1968, 1969, 1970, 1971, 1972, 1973, 1974, 1975, 1976, 1977, 1979, 1980, 1982 |
| Barcellona        | 3      | Barcellona | 1959, 1981, 1983 |
| Joventut Badalona | 2      | Badalona   | 1967, 1978 |